# Sidney Farrar
Sidney Farrar, född 1900, död 1987, var en kenyansk politiker. 
Hon var den första kvinnliga ledamoten av Legislative Council of Kenya, föregångaren till Kenyas parlament, 1938-1942.
Hon var ordförande i East Africa Women’s League (EAWL) 1953-1954 och i National Council of Women in Kenya.